# Gare de Savigny-le-Temple – Nandy
Gare de Savigny-le-Temple - Nandy – stacja kolejowa w Savigny-le-Temple, w departamencie Sekwana i Marna, w regionie Île-de-France, we Francji.
Jest stacją Société nationale des chemins de fer français (SNCF), obsługiwaną przez pociągi RER linii D.